# Catrinel Menghia
Catrinel Menghia (Iași, 1 d'octubre de 1985), també coneguda com a Catrinel Marlon, és una model romanesa que viu i treballa a Itàlia.

## Biografia, família
Catrinel va néixer a Iasi i té una germana petita anomenada Lorena. Guiada pel seu pare, antic campió nacional d'atletisme 400 m tanques, Catrinel va flirtejar al principi amb aquest esport i es va convertir en campiona júnior en la mateixa prova. Als 16 anys, Catrinel va ser descoberta per un agent de models durant un viatge a Bucarest. Sis mesos després, els seus pares li van permetre traslladar-se a la capital romanesa per començar una carrera de model.
Durant anys, Catrinel ha dividit la seva vida entre Romania, Itàlia i Nova York, els Estats Units d'Amèrica. Parla quatre idiomes: romanès, italià, anglès i francès. Les aficions de Catrinel també inclouen la fotografia i la pintura.
Amb els anys, la model ha posat per a FHM, Maxim, Sports Illustrated i altres revistes de la mateixa categoria. La seva germana, Lorena Menghia (nascuda el 12 de juny de 1988), és una coneguda esportista, que actualment viu als Estats Units.

## Vida personal
Catrinel Menghia va estar casada durant sis anys amb Massimo Brambati, antic futbolista i advocat, de qui es va separar el 2011. Des del 2012 manté una relació amb el productor de cinema Massimiliano Di Lodovico. Tots dos tenen una filla junts, nascuda el febrer de 2019.

## Carrera
El novembre de 2001, Catrinel Menghia va competir al Ford Supermodel of the World Contest i va quedar segona. Aquest resultat immediatament la va fer popular al món de la moda.
Més tard, Catrinel Menghia va desfilar per les principals cases de moda del món i fins i tot per Giorgio Armani. Des de l'any 2005, la dona romanesa és la imatge de l'empresa de roba interior Lise Charmel. La model va estar a la portada de l'edició sud-africana de Sports Illustrated Swimsuit Issue, apareguda a Cosmopolitan, FHM, Maxim, Elle o al calendari Peroni.
Després de fer classes d'actuació l'any 2011, Catrinel va fer el seu curtmetratge "Promise". El 2012, Catrinel va ser el personatge femení principal de la pel·lícula "La ciutat ideal", signada pel director Luigi Lo Cascio.
L'any 2012, Catrinel va formar part de l'equip Chiambretti Sunday Show, un espectacle d'Itàlia. El mateix any, el romanès era la imatge de l'empresa FIAT i l'espot publicitari en el qual Catrinel feia el protagonisme va emetre durant el descans de la Super Bowl, sent vist per centenars de milions d'espectadors a tot el món. L'any 2013, la model va ser guardonada amb el premi L'Explosive Talent al festival de cinema de Giffoni. L'any 2015, l'estrella va rebre una proposta del director Brando de Sica per protagonitzar la pel·lícula "L'errore". La pel·lícula va ser nominada al Festival de Cannes. L'any següent, Catrinel Menghia va rebre el trofeu Kineo al Festival de Cinema de Venècia per revelar el cinema italià. L'any 2019, Catrinel és la protagonista de la pel·lícula romanesa "La Gomera", signada pel director Corneliu Porumboiu.
En tot aquest temps, la Catrinel no descuida la seva carrera de model i és la protagonista del vídeo Duri da battere signat per Max Pezzali, Nek i Francesco Regna. També el 2017, el romanès esdevé l'ambaixador de la marca Chopard i de la Fundació Andrea Bocelli.

## Filmografia
- The Promise - Curtmetratge (2011)
- Tots els sorolls del mar (2012)
- La ciutat ideal (2012)
- Un pas del cel - sèrie (2012)
- CSI - sèrie (2013-2014)
- Lleó a la basílica, (2014)
- Tale of Tales (2015)
- L'error (2015)
- Qui són ells? (2015)
- Inspector Coliandro - sèrie (2017)
- La porta rossa - sèrie (2017)
- La Gomera[17] (2019)